# Helga Trüpel
Helga Trüpel este un om politic german, membru al Parlamentului European în perioada 2004-2009 din partea Germaniei.
1. ↑  „Helga Trüpel”, Gemeinsame Normdatei, accesat în 9 aprilie 2014
2. ↑  Deputații în Parlamentul European